# Jens Kandler
| Odkryte planetoidy: 25   | Odkryte planetoidy: 25 |
| ------------------------ | ---------------------- |
| (13816) Stülpner         | 29 grudnia 1998        |
| (17737) Sigmundjähn      | 27 stycznia 1998       |
| (17821) Bölsche          | 31 marca 1998          |
| (21678) Lindner          | 5 września 1999        |
| (22168) Weissflog        | 30 listopada 2000      |
| (29736) Fichtelberg      | 21 stycznia 1999       |
| (31147) Miriquidi        | 22 października 1997   |
| (31231) Uthmann          | 1 lutego 1998          |
| (36800) Katarinawitt     | 28 września 2000       |
| (62190) Augusthorch      | 26 września 2000       |
| (79647) Ballack          | 22 września 1998       |
| (103460) Dieterherrmann  | 11 stycznia 2000       |
| (103770) Wilfriedlang    | 27 lutego 2000         |
| (104896) Schwanden       | 2 maja 2000            |
| (121016) Christopharnold | 18 stycznia 1999       |
| (132297) 2002 GD1        | 3 kwietnia 2002        |
| (138445) Westenburger    | 2 maja 2000            |
| (181824) Königsleiten    | 24 września 1998       |
| (190617) Alexandergerst  | 19 listopada 2000      |
| (197892) 2004 RD25       | 8 września 2004        |
| (207382) 2005 QU28       | 28 sierpnia 2005       |
| (219365) 2000 SC10       | 24 września 2000       |
| (219913) 2002 GE1        | 3 kwietnia 2002        |
| (314247) 2005 QL88       | 29 sierpnia 2005       |
| (443839) 2000 WW28       | 23 listopada 2000      |
| 1. 2.                    |                        |

Jens Kandler (ur. 1973) – niemiecki astronom amator. Z zawodu jest mechanikiem przemysłowym, zajmuje się też usługami kafelkarskimi. Od 14. roku życia prowadzi obserwacje w obserwatorium w Drebach.
Minor Planet Center przypisuje mu odkrycie 25 planetoid w latach 1997–2005, z czego 15 samodzielnie, a 10 wspólnie z innymi astronomami. Według strony odkrywców planetoid z obserwatorium w Drebach Kandler odkrył lub współodkrył kilka planetoid więcej – np. (26757) Bastei, lecz Minor Planet Center jako ich odkrywcę podaje samo obserwatorium.
W uznaniu jego pracy jedną z planetoid nazwano (8861) Jenskandler.